# Orgilus intermedius
Orgilus intermedius är en stekelart som beskrevs av Muesebeck 1970. Orgilus intermedius ingår i släktet Orgilus och familjen bracksteklar. Inga underarter finns listade i Catalogue of Life.